# 桑氏盔魚
桑氏盔魚，為輻鰭魚綱鱸形目隆頭魚亞目隆頭魚科的其中一種，分布於西南太平洋區，包括澳洲、豪勳爵島、紐西蘭、諾福克島等海域，棲息深度可達60公尺，體長可達25公分，棲息在礁石區，屬肉食性，以甲殼類、腹足類等為食，生活習性不明，可作為觀賞魚。

## 擴展閱讀
維基物種上的相關：桑氏盔魚